# Wenzel I av Böhmen
Wenzel I av Böhmen, ibland Wencel I, tjeckiska: Václav I., död 1253, var en böhmisk kung.
Han efterträdde 1230 sin far, Ottokar I som kung och gynnade tyskarna. 
Genom gifte med den siste Babenbergarens syster fick han anspråk på Österrike och Steiermark. Dessa anspråk hävdade han med framgång med vapen mot kung Béla IV av Ungern (år 1260). Genom arvsfördrag med sin kusin, hertig Ulrich av Kärnten och Krain, kom han senare i besittning även av dessa länder.
Wencel stod på god fot med påvarna, "reste" två gånger till Preussen, gav sitt stöd i striden mot Hohenstauferna i Italien och fick till belöning påvens bekräftelse på sina erövringar. Under interregnum i Tyskland höll han maktens vågskål i sin hand, men just hans stora välde, som sträckte sig från Erzgebirge till Adriatiska havet, gjorde att varken kurian eller riksfurstarna unnade honom den tysk-romerska kejsarkronan.
Mot slutet av sin regering råkade han i strid med sin son Ottokar, som slutligen blev hans samregent. Gift med Kunigunda av Hohenstaufen.